# Gerinne 613983
Gerinne 613983 ist ein knapp 600 Meter langer Gebirgsbach im Ort Zeiringgraben, der das gleichnamigen Tals durchfließt und in den Zeiringbach mündet.